# ハヅキ
「ハヅキ」は、日本のバンド・sajiの楽曲。メジャー2作目の配信限定シングルとして2021年10月25日にリリースされた。アニメSHAMAN KINGのEDテーマ曲。
楽曲は、失って初めて気づく大切な人への想いを綴ったロックバラードである。

## MV
本作「ハヅキ」のMVには、8月までテレビ朝日系列で放送されていた『仮面ライダーセイバー』で主人公・神山飛羽真を演じた内藤秀一郎と、ヒロイン・須藤芽依を演じた川津明日香が出演。前共演作での関係とは一転、恋人同士を演じており、胸をギュッと掴まれるような切ないラブストーリーに仕上がっている。

## 評価と受賞
- sajiは人気アニメの主題歌を数々つとめ、バンド・ファンのみならず国内外のアニメ・ファンからも絶大なる支持を受けている。そんなsajiの4枚目のシングルとなるこの楽曲はオリコンチャート最高96位にランクインした。